# Felipe Alfau Mendoza
Felipe Alfau Mendoza (Santo Domingo, 1848 - Casablanca, 1937) va ser un militar de l'exèrcit espanyol, alt comissari al Marroc i capità general de Catalunya.

## Biografia
Nascut a Santo Domingo, era fill del trinitari dominicà Felipe Alfau y Bustamante i de Rosa Josefa Mendoza Pineda. Amb motiu de la reincorporació de la República Dominicana a Espanya el 1861, va esclatar la guerra de Santo Domingo. El 1864, amb apenes 16 anys, Alfau va mostrar-se partidari de la causa espanyola i va ingressar a l'exèrcit. Després de l'evacuació, el 1865, de les tropes espanyoles, va abandonar la seva terra natal i va desenvolupar la seva carrera militar, entre d'altres destinacions, a Cuba i Filipiines.
Oficial al comandament de la 1a. brigada de caçadors de Melilla, va ser promocionat al rang de general de divisió en 1910.
Després del Tractat de Fes de 1912, i l'entrada a Tetuan de les tropes al seu comandament el 19 de febrer de 1913, es va convertir en el primer alt comissari del recentment creat Protectorat espanyol al Marroc el 5 d'abril de 1913. Va cessar en el càrrec el 15 d'agost de 1913, quan el va succeir el general José Marina Vega. Posteriorment va exercir de capità general de Catalunya des de 1915. Alfau —que d'acord amb Francisco J. Romero Salvadó no es va prendre amb serietat les Juntes de Defensa— va ser destituït el 27 de maig de 1917 en el context de la crisi militar de 1917, sent reemplaçat de nou pel general Marina.
Va morir a Casablanca a 1937.
L'any 1915, requerit per un grup de socis, va obligar a dimitir al president del FC Barcelona, Joaquim Peris de Vargas.

## Reconeixements
- Gran Creu de la Real i Militar Orde de Sant Hermenegild (1908)[11]
- Gran Creu de l'Orde del Mèrit Militar (1910)[12]
- Gran Creu de l'Orde Militar de Maria Cristina (1910)[13]